# Arnór Smárason
Arnór Smárason (Akranes, Islandia, 7 de septiembre de 1988) es un futbolista islandés que juega de centrocampista en el Valur Reykjavík de la Úrvalsdeild Karla.

## Selección
Ha sido internacional con la selección de Islandia en 26 ocasiones anotando 3 goles.

## Clubes
| Club             | País         | Año       | PJ (liga) | Goles (liga) |
| ---------------- | ------------ | --------- | --------- | ------------ |
| S. C. Heerenveen | Países Bajos | 2007-2010 | 25        | 5            |
| Esbjerg fB       | Dinamarca    | 2010-2013 | 43        | 14           |
| Helsingborgs IF  | Suecia       | 2013-2014 | 41        | 8            |
| Torpedo Moscú    | Rusia        | 2014-2015 | 11        | 2            |
| Helsingborgs IF  | Suecia       | 2015      | 14        | 5            |
| Hammarby IF      | Suecia       | 2016-2018 | 60        | 9            |
| Lillestrøm SK    | Noruega      | 2018-2020 | 13        | 7            |
| Valur Reykjavík  | Islandia     | 2021-     |           |              |